# Chuhsiungichthyidae
I Chuhsiungichthyidae sono una famiglia di pesci ossei estinti, appartenenti agli ittiodectiformi. Vissero nel Cretaceo inferiore (Hauteriviano - Albiano, circa 130 - 105 milioni di anni fa) e i loro resti fossili sono stati ritrovati in Asia.

## Descrizione
Questi pesci erano di medie dimensioni, nell'ordine delle decine di centimetri di lunghezza, ma erano tendenzialmente più piccoli rispetto alla maggior parte degli ittiodectiformi del Cretaceo, che solitamente superavano il metro di lunghezza. I membri della famiglia Chuhsiungichthyidae  possedevano una serie di caratteristiche che li distinguevano da qualunque altro ittiodectiforme noto. Ad esempio, il corpo era più corto e alto, e la lunghezza della testa era maggiore rispetto a quella degli altri ittiodectiformi. La pinna anale, inoltre, era dotata di un numero di raggi maggiore e quindi era più allungata. Il numero di vertebre era minore rispetto a quello della maggior parte degli ittiodectiformi; le vertebre addominali erano meno di quelle caudali, e in generale le vertebre erano più alte che lunghe. Alcune caratteristiche dei Chuhsiungichthyidae si riscontrano anche in altri teleostei primitivi, come i denti lungo il margine delle fauci più o meno uniformi, l'apertura boccale piccola e la cresta supraoccipitale relativamente bassa. 

## Classificazione
La famiglia Chuhsiungichthyidae venne istituita nel 1994 da Yabumoto, per comprendere i generi Chuhsiungichthys e Mesoclupea; successivamente, nel 2014, venne ascritto a questa famiglia anche il nuovo genere Jinjuichthys. Sembra che i Chuhsiungichthyidae fossero un clade piuttosto arcaico degli ittiodectiformi, un grande gruppo di pesci teleostei solitamente di attitudini predatorie, tipici dei mari del Giurassico superiore e del Cretaceo. 

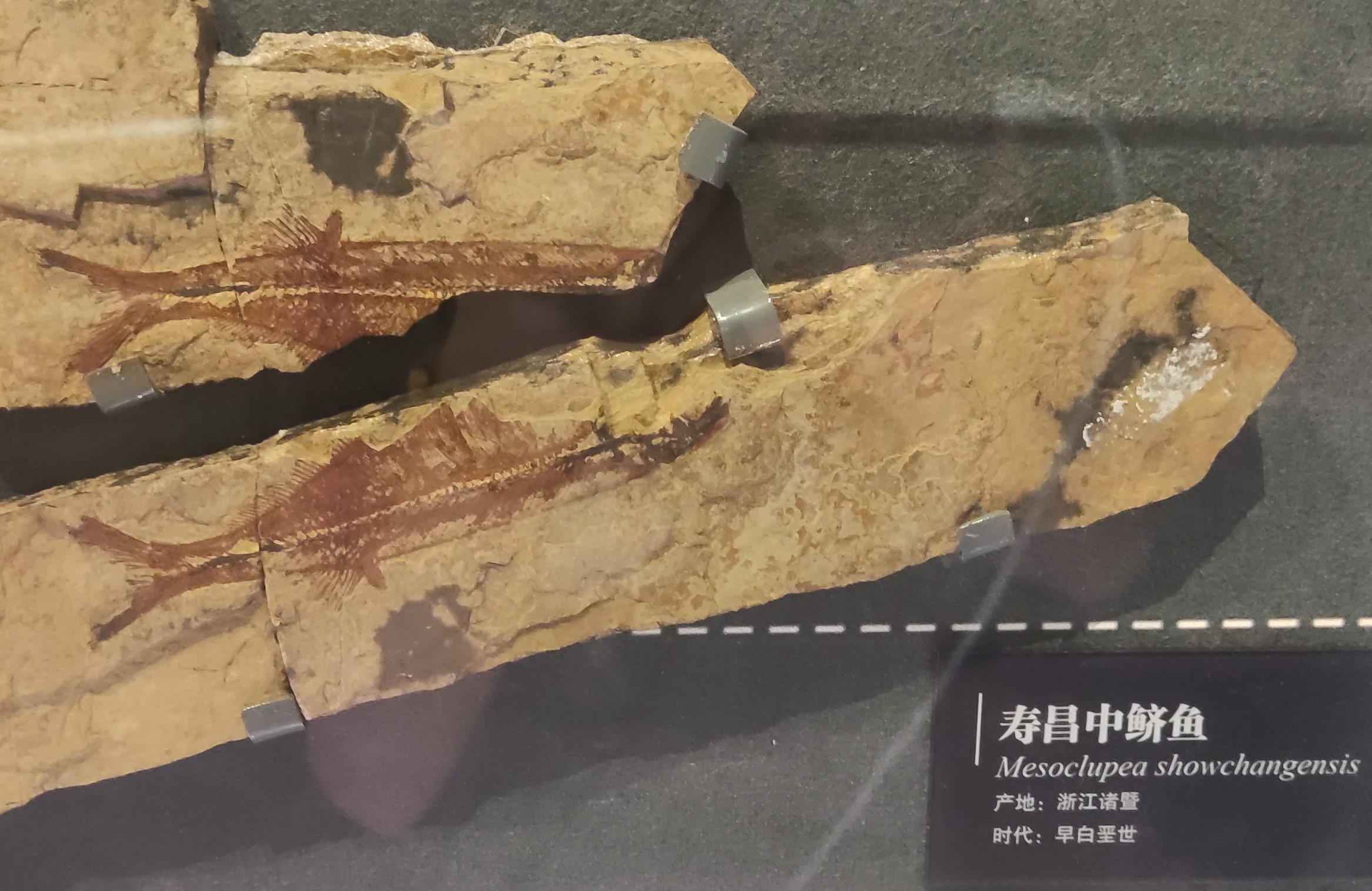
Fossile di Mesoclupea showchangensis

I Chuhsiungichthyidae potrebbero essere rappresentanti basali del gruppo, insolitamente conosciuti per forme esclusivamente del Cretaceo inferiore asiatico: Mesoclupea è noto per fossili dell'Aptiano - Albiano della Cina sudorientale, Chuhsiungichthys per fossili dell'Hauteriviano - Barremiano e dell'Aptiano del Giappone e dell'Albiano della Cina sudoccidentale, Jinjuichthys per fossili dell'Hauteriviano - Barremiano o dell'Aptiano - Albiano della Corea del Sud.

## Paleoecologia
I membri della famiglia Chuhsiungichthyidae sono tra i pochi ittiodectiformi che evidentemente abitavano acque dolci o salmastre, oltre ad Aidachar dell'Uzbekistan e ad alcuni cladociclidi del Brasile e dell'Africa. Si suppone che i membri di questa famiglia formassero un gruppo monofiletico, originatosi probabilmente in ambienti dulciacquicoli dell'Asia orientale.